# Symphonie en mi mineur de Franchetti
La Symphonie en mi mineur est une œuvre symphonique d'Alberto Franchetti composée en 1902.

## Contexte et création
En avril 1902, le ténor Enrico Caruso, qui n'est pas encore mondialement connu, participe dans un hôtel de Milan à la première d'une série d'enregistrement pour la société Gramophone and Typewriter Ltd, basée à Londres. Ces séances allaient donner naissance à l'une des premières stars mondiales du disque : grâce à la nouvelle technologie, la renommée de Caruso s'est répandue à une vitesse sans précédent. À l'origine, c'est son collègue ténor Alessandro Bonci qui devait effectuer les enregistrements, mais Fred Gaisberg, l'ingénieur du son de la société, avait entendu des rumeurs concernant un chanteur encore meilleur, qui connaissait alors un énorme succès à La Scala. Avec beaucoup de difficultés, Gaisberg réussit à obtenir un billet pour entendre Caruso dans le rôle de Federico Loewe, dans le nouvel opéra Germania d'Alberto Franchetti. Il est tellement impressionné qu'il finit par payer de sa poche le cachet de cent livres du ténor (ses employeurs ayant refusé de payer une somme aussi exorbitante). Un air de Germania, « Ah, vieni qui, non chiuder gli occhi vaghi » (« Ah, viens ici, ne ferme pas tes beaux yeux »), a été inclus dans la première session d'enregistrement.
On dit que le succès de Germania doit beaucoup aux talents de Caruso. Quoi qu'il en soit, ce fut le plus grand triomphe de la carrière d'un compositeur qui, alors âgé de 42 ans, semblait destiné à devenir aussi célèbre que Giacomo Puccini, un ami très apprécié. Car si le nom de Franchetti n'est aujourd'hui connu que de quelques mélomanes, il était au début du XXe siècle une véritable star de l'actualité. Après avoir commencé sa formation musicale à Turin, puis à Venise après le déménagement de la famille, il poursuit ses études de composition en Allemagne, d'abord avec Josef Rheinberger à Munich, puis avec Felix Draeseke et Kretschmar à Dresde, dont il sort diplômé du conservatoire en 1885. Dans le cadre de ses examens, il doit présenter une symphonie ; c'est ainsi que naît la Symphonie en mi mineur, destinée à être la seule qu'il ait jamais écrite.
Compte tenu du contexte, on peut supposer que le thème, ou du moins l'impulsion initiale de l'œuvre, a été fourni par les examinateurs. Mais loin d'être un exercice purement académique, la Symphonie en mi mineur est une composition fascinante, d'une maturité considérable. Ses qualités lui ont valu un succès international impressionnant : elle a été jouée plusieurs fois à Dresde, dont une fois à la chapelle de la cour sous la direction d'Adolf Hagen, mais aussi par les orchestres de Gotha, de Leipzig, de Monaco et de New York. La première italienne a eu lieu à Milan le 22 avril 1888 sous la direction de Franco Faccio, l'un des chefs d'orchestre les plus populaires de la fin du XIXe siècle.

## Structure
La Symphonie suit le schéma classique en quatre mouvements :
1. Allegro un poco agitato
2. Larghetto
3. Intermezzo e trio
4. Allegro vivace

## Analyse
L'œuvre a clairement ses racines dans la tradition symphonique germanique. Tout d'abord, elle est écrite pour un orchestre romantique tardif typique, comprenant un grand ensemble de vents et de cuivres (remarquable par ses trois trombones). Le compositeur fait preuve d'une maîtrise enviable de la technique orchestrale et des conventions symphoniques : les mouvements extérieurs mettent en évidence sa compréhension de la forme sonate, ses blocs thématiques reliés entre eux avec une clarté presque classique, sans pour autant dissimuler sa connaissance des derniers développements de l'écriture symphonique : l'accent mis sur la transformation thématique et l'utilisation du matériau thématique comme élément unificateur dans l'ensemble de l'œuvre. Les vents et les cuivres jouent un rôle clé dans le premier et le dernier mouvement, en commençant par la phrase introductive des cors au-dessus d'une couche de cordes au tout début. La riche variété des mélanges de timbres utilisés révèle la compréhension de Franchetti des possibilités offertes par l'orchestre. Dans le deuxième mouvement, de forme chantante, ce sont les cordes qui prennent l'initiative, exposant une longue mélodie insaisissable qui subit des changements continus et subtils au gré des harmonies ; les vents et les cuivres s'entremêlent ensuite aux cordes dans la section centrale, avant la reprise de la première mélodie. Le troisième mouvement, que Franchetti appelle Intermezzo, est en fait un scherzo régulier avec trio, dont les éléments symétriques sont soulignés une fois de plus par les choix de timbres. Le finale commence par un motif doux, presque mendelssohnien, introduit par les cordes ; les cuivres font soudain irruption, cependant, avec un motif pénétrant de leur cru, à mi-chemin entre le martial et le moqueur. Ce mouvement semble être celui dans lequel Franchetti s'est le plus amusé à combiner des thèmes et à jouer avec les différentes couleurs orchestrales. À mi-parcours environ, la musique est interrompue par un coup de timbales, avant de reprendre avec des cordes pizzicato. C'est le début du crescendo final, dans lequel Franchetti amène la musique vers un sommet avec un motif majestueux de type choral joué par les cuivres au-dessus des cordes qui se précipitent ; on s'attend à ce que ce choral atteigne un point culminant, comme dans la Cinquième Symphonie de Gustav Mahler, quelques années plus tard. Ici, cependant, le flux est interrompu et, alors que l'œuvre approche de sa conclusion, nous entendons à nouveau le motif d'ouverture de la symphonie.